# Facultad de Odontología (Universidad Nacional de Córdoba)
La Facultad de Odontología es una de las facultades de la Universidad Nacional de Córdoba, ubicada en la Ciudad Universitaria, en Córdoba, Argentina.
Hasta 1894 la Facultad de Ciencias Médicas era la que revalidaba los títulos de odontología. Recién en 1916 se crea la Escuela de Odontología, (dependiente de Ciencias Médicas). En abril de 1956 se realizó un informe interno que aconsejaba la creación de la Facultad. Luego en julio de ese año el decano interventor elevó un pedido al Consejo Superior que en noviembre elevó la Escuela a la categoría de Facultad.

## Carreras
La facultad ofrece la carrera de odontología y los posgrados de Especialización en prótesis fija, removible e implantología, especialidad  en Endodoncia, especialidad en Ortodoncia, en Cirugía BucoMaxiloFacial. 